# بارموث
بارموث (به انگلیسی: Barmouth) یک شهرک در ولز است که در گوینز واقع شده‌است. بارموث ۲٬۵۲۲ نفر جمعیت دارد.